# Polygala incarnata
Polygala incarnata är en jungfrulinsväxtart som beskrevs av Carl von Linné. Polygala incarnata ingår i släktet jungfrulinssläktet, och familjen jungfrulinsväxter. Inga underarter finns listade i Catalogue of Life.

## Bildgalleri

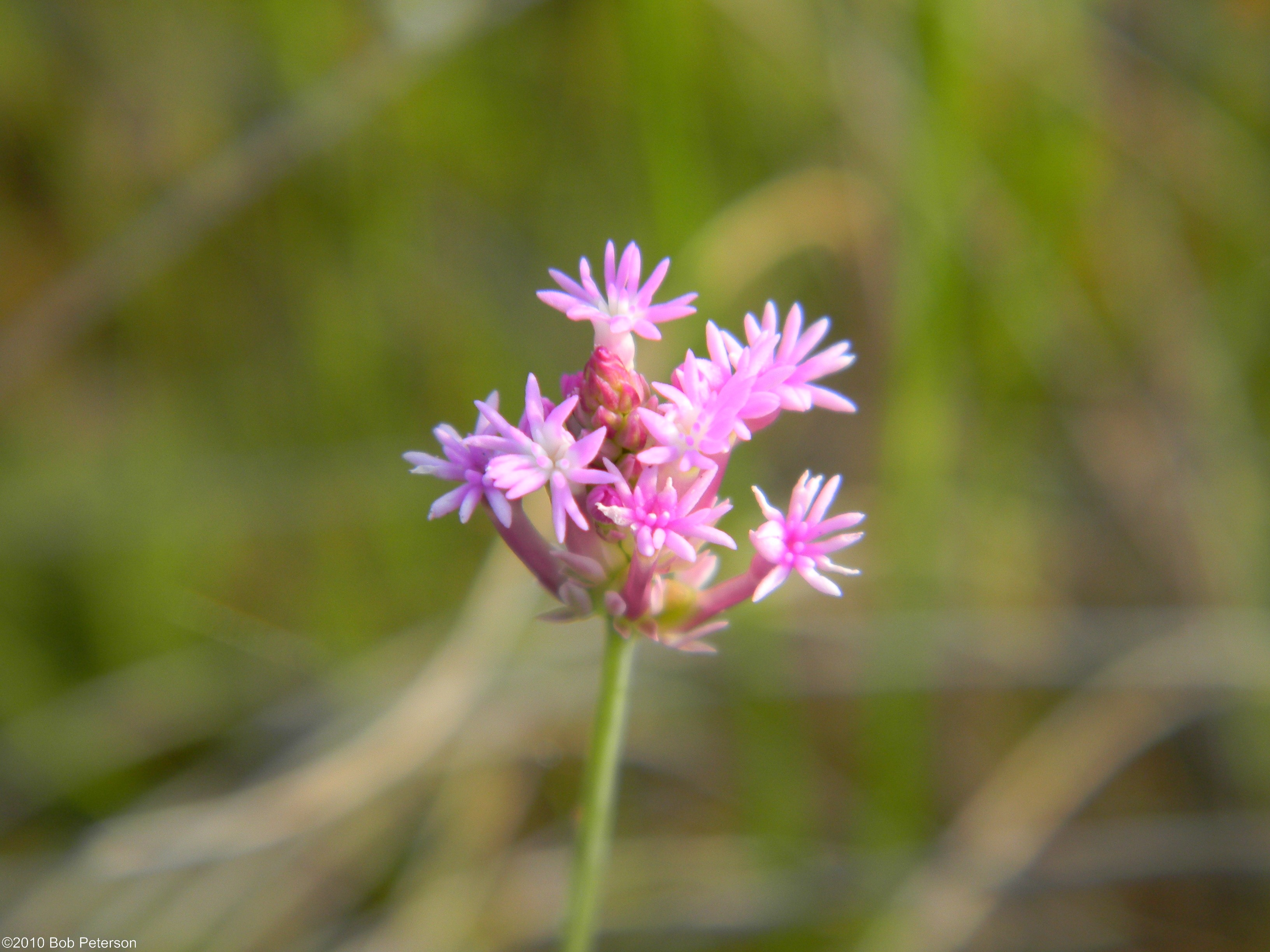
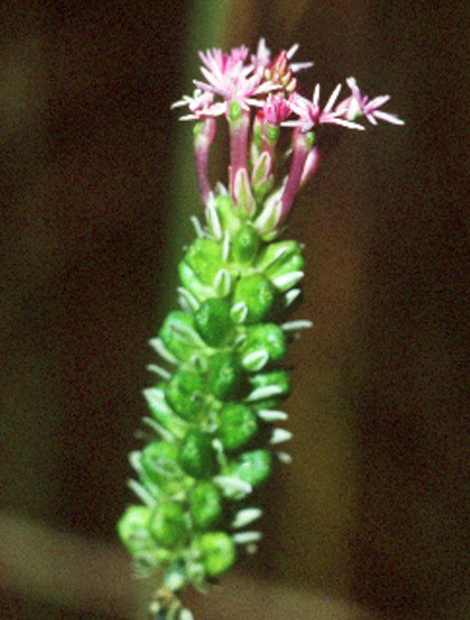
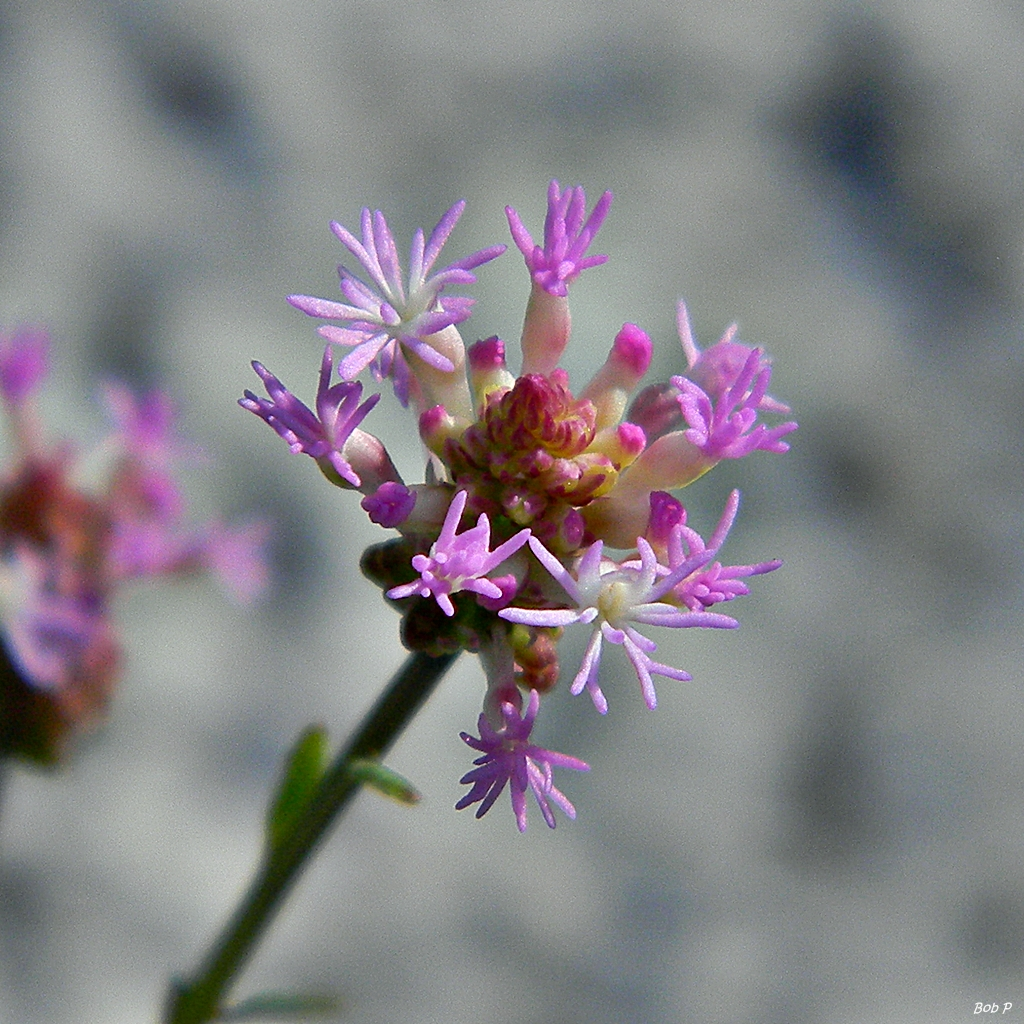
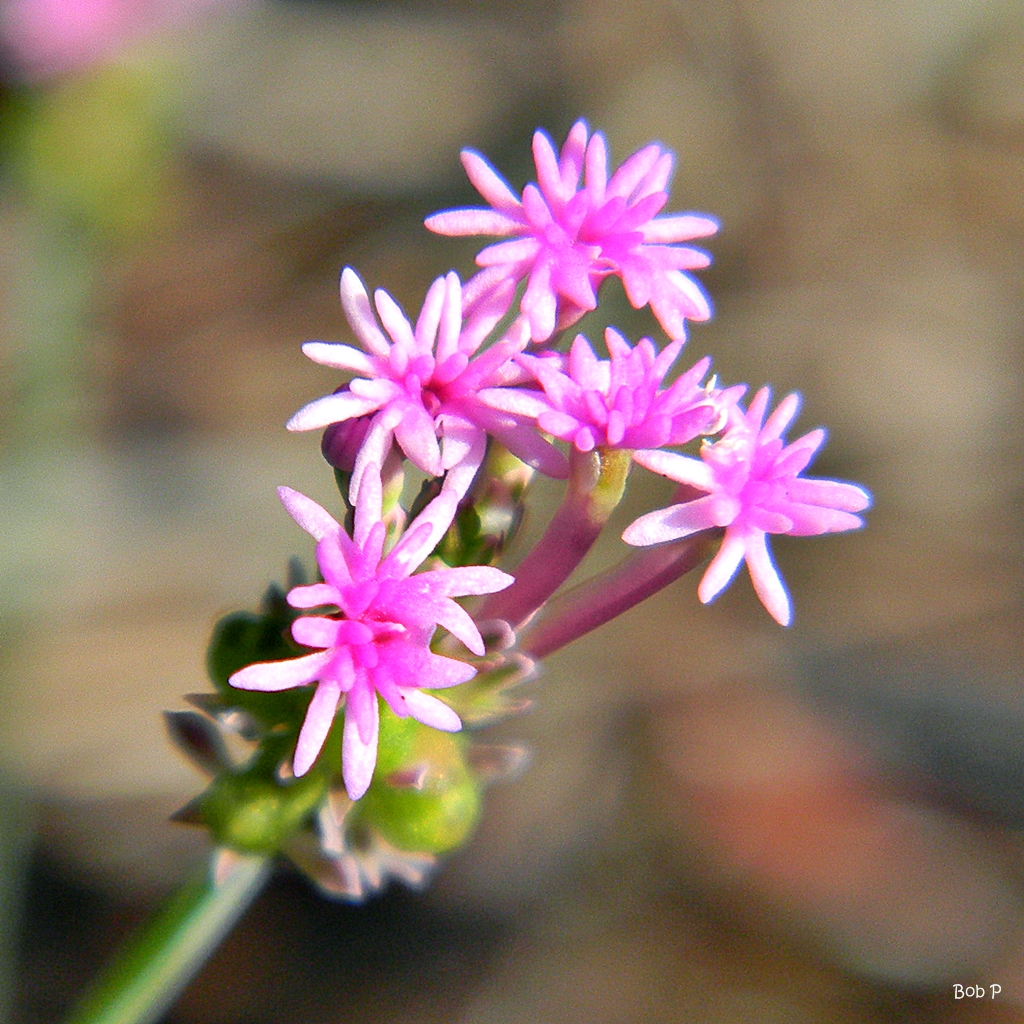